# Muntok
Muntok är en kabupatenhuvudort i Indonesien.   Den ligger i provinsen Bangka-Belitung, i den västra delen av landet, 500 km norr om huvudstaden Jakarta. Muntok ligger 8 meter över havet och antalet invånare är 26 709. Den ligger på ön Pulau Bangka.
Terrängen runt Muntok är huvudsakligen platt, men norrut är den kuperad. Havet är nära Muntok åt sydväst.  Det finns inga andra samhällen i närheten. 